# Хлян Марія Володимирівна
Марія Володимирівна Хлян (нар. 8 червня 1992) — українська важкоатлетка, майстер спорту України міжнародного класу, призерка чемпіонату Європи.

## Результати
| Рік              | Місце             | Вага            | Ривок           | Ривок           | Ривок           | Ривок           | Поштовх         | Поштовх         | Поштовх         | Поштовх         | Загалом         | Місце           |
| Рік              | Місце             | Вага            | 1               | 2               | 3               | Місце           | 1               | 2               | 3               | Місце           | Загалом         | Місце           |
| Чемпіонат світу  | Чемпіонат світу   | Чемпіонат світу | Чемпіонат світу | Чемпіонат світу | Чемпіонат світу | Чемпіонат світу | Чемпіонат світу | Чемпіонат світу | Чемпіонат світу | Чемпіонат світу | Чемпіонат світу | Чемпіонат світу |
| ---------------- | ----------------- | --------------- | --------------- | --------------- | --------------- | --------------- | --------------- | --------------- | --------------- | --------------- | --------------- | --------------- |
| 2015             | Х'юстон, США      | 69 кг           | 95              | 99              | 99              | 27              | 117             | 123             | 123             | 23              | 212             | 22              |
| 2014             | Алмати, Казахстан | 69 кг           | 93              | 96              | 99              | 17              | 117             | 121             | 121             | 14              | 217             | 15              |
| 2013             | Варшава, Польща   | 69 кг           | 89              | 91              | 91              | 21              | 106             | 109             | 112             | 19              | 203             | 19              |
| 2011             | Париж, Франція    | 63 кг           | 93              | 97              | 97              | 14              | 114             | 114             | —               | 15              | 207             | 14              |
| Чемпіонат Європи |                   |                 |                 |                 |                 |                 |                 |                 |                 |                 |                 |                 |
| 2017             | Спліт, Хорватія   | 69 кг           | 96              | 99              | 99              | 3               | 120             | 124             | 126             | 3               | 225             | 2               |
| 2016             | Фьйорд, Норвегія  | 69 кг           | 94              | 98              | 98              | 5               | 119             | 122             | 124             | 4               | 220             | 4               |
| 2015             | Тбілісі, Грузія   | 69 кг           | 97              | 102             | 104             | 4               | 118             | 124             | 124             | 7               | 222             | 6               |